# Acrocòrdids
Els acrocòrdids (Acrochordidae) són una  família monotípica de serps, el seu únic  gènere és Acrochordus. És un grup de serps primitives que es troben a Austràlia i a Indonèsia. Es reconeixen 3 espècies com a pertanyents a aquest gènere. Són presents a l'Índia Occidental i a Sri Lanka a través de l'Àsia Sud-oriental tropical fins a les Filipines, al sud a través dels grups de les illes d'Indonèsia i Malàisia fins a Timor, a l'est a través de Nova Guinea fins a la costa nord d'Austràlia fins a les Illes Mussau, l'Arxipèlag de Bismarck i l'illa de Guadalcanal (Salomó).

## Morfologia

Acrochordus javanicus

Són animals completament aquàtics que no tenen les àmplies escates ventrals trobades en la majoria de les altres serps i de la possessió d'ulls dorsals. Els trets més notables estan en la seva pell i escates. La pell és fluixa i folgada fent l'efecte, de ser diverses mides més grans que la serp, i les escates, més que traslapades, són petites projeccions piramidals que justifiquen el seu nom comú.
Són d'un color dorsal marró fosc. Ventralment són groguenques. La zona lateral té una fila de taques o banda fosca ben definida.
Els orificis nasals s'obren en la part superior del musell, al centre d'una escata anular, podent ser obturats per complet per un esfínter o espècie de diafragma.
Hi ha un marcat dimorfisme sexual. Els mascles mesuren fins a vuitanta cm de longitud, mentre que les femelles mesuren 1,40 m i solen arribar fins als 2,50 m de longitud.
La característica d'aquest gènere és la seva cua prènsil, amb la qual s'ancoren a les plantes i arrels que es troben a l'aigua.
Per ser ovovivípares no necessiten anar a terra per dipositar els seus ous. Tenen fins a trenta cries per posta.
Potser, dins del subordre Serpentes, Acrochordidae arafurae sigui la segona espècie que realitza partenogènesi, juntament amb Ramphotyplops braminus de la família Typhlopidae.
Aquestes serps són depredadores d'emboscada que estan a l'aguait a la part inferior dels rius, lleres i estuaris esperant que s'aproximin els peixos que atrapen. Les aspres escates les permeten sostenir els peixos tot i la capa de moc.

## Taxonomia
| Espècies      | Autor de tàxon    | Nom comú          | Distribució geogràfica |
| ------------- | ----------------- | ----------------- | --- |
| A. arafurae   | McDowell, 1979    | Arafura filesnake | Nova Guinea i nord d'Austràlia. |
| A. granulatus | (Schneider, 1799) | Little filesnake  | Península de l'Índia, Sri Lanka, Myanmar, Illes Andaman i Nicobar, Tailàndia, Cambodja, Vietnam, Xina, Filipines, Malàisia, Papua Nova Guinea, Salomó, i costa nord d'Austràlia. |
| A. javanicusT | Hornstedt, 1787   | Javan filesnake   | Àsia Sud-oriental, des del Vietnam, Cambodja i Tailàndia, fins al sud a través de Malàisia, Singapur i Indonèsia (Sumatra, Java i Borneo).                                       |

(T) Espècie tipus.